# Petambakan
Petambakan is een bestuurslaag in het regentschap Banjarnegara van de provincie Midden-Java, Indonesië. Petambakan telt 2571 inwoners (volkstelling 2010).